# Kościół św. Jana Chrzciciela w Szczytnej
Kościół świętego Jana Chrzciciela – rzymskokatolicki kościół parafialny w Szczytnej należący do dekanatu Polanica-Zdrój diecezji świdnickiej.

## Historia
Pierwotnie w miejscu kościoła stała kaplica zbudowana w 1581 roku. Obecna świątynia została wzniesiona w latach 1721–1723 przez A. Scholza, częściowo przebudowana i powiększona w latach 1907–1908. W latach 1968–1969 kościół był remontowany, w tym okresie także odrestaurowano wnętrza.

## Architektura
Barokowy kościół jest murowany, jednonawowy, posiada krótkie ramiona transeptu, prezbiterium zakończone półkoliście, oraz wieżę wtopioną w korpus nawowy. Wnętrze nakryte jest sklepieniem kolebkowym z lunetami. Do wyposażenia kościoła należą między innymi: ołtarz główny z około 1730 roku, ambona z lat 1729–1730, figura Jana Chrzciciela znajdująca się w ołtarzu głównym pochodząca z 1748 roku, ołtarze boczne, stalle i konfesjonały. Wyposażenie to wykonał znany na ziemi kłodzkiej rzeźbiarz, Michael Klahr (starszy).

Przy schodach prowadzących do bramy stoi barokowa kolumna maryjna z 1730 roku, a po drugiej stronie ulicy znajduje się późnobarokowy budynek plebanii pochodzący z 1746 roku, nakryty dachem mansardowym. 

## Galeria

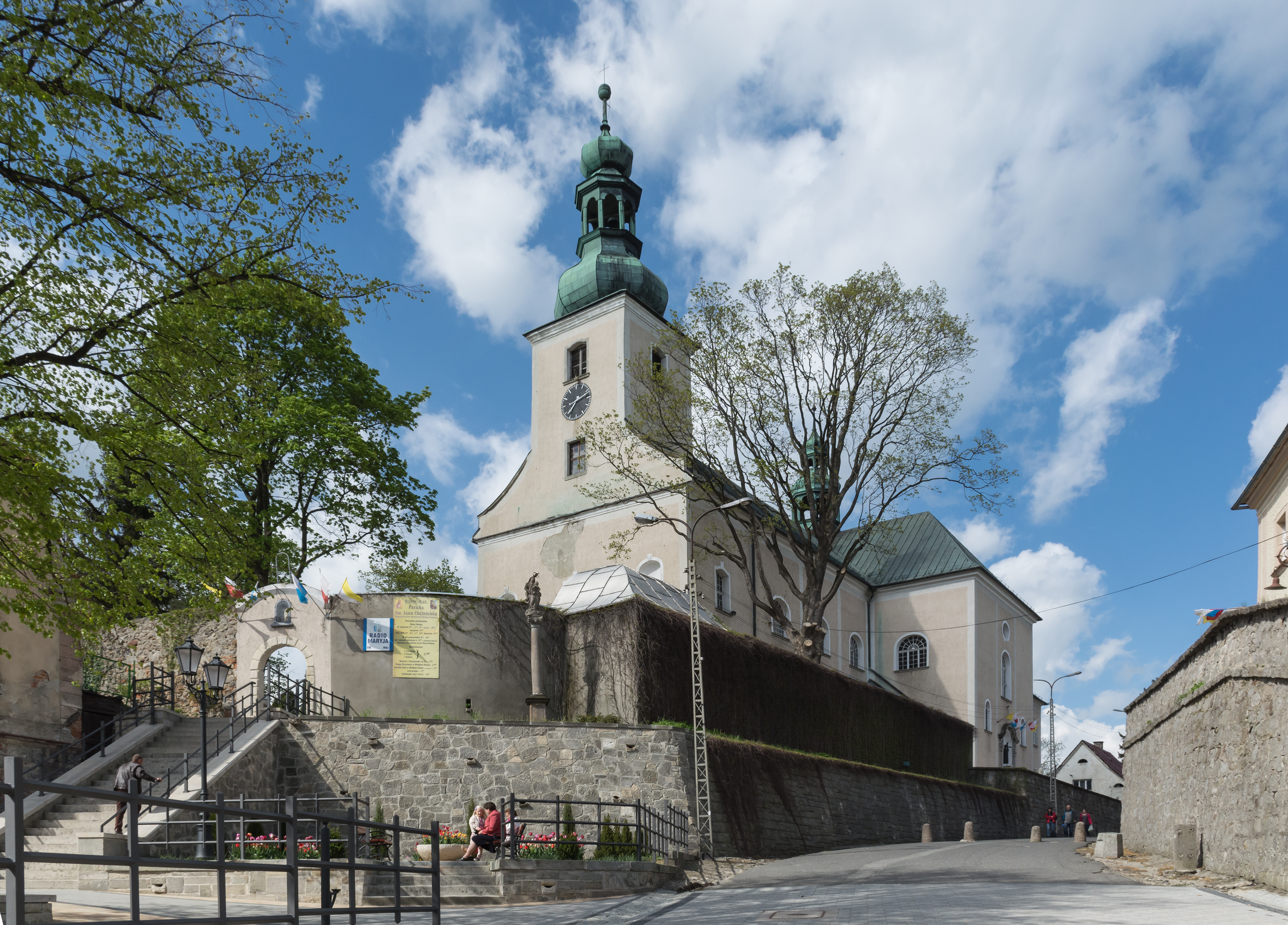
Widok od południa
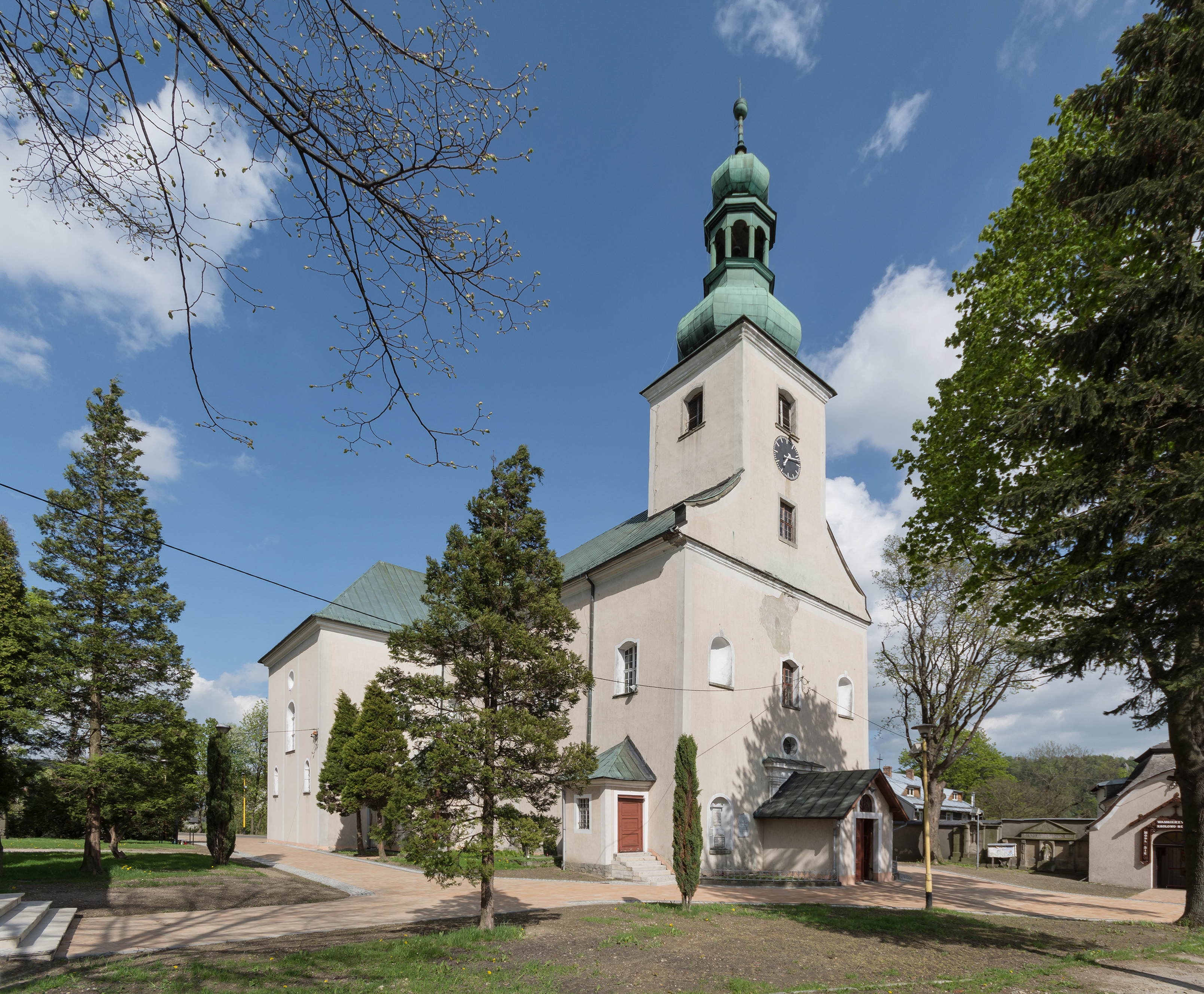
Widok od zachodu
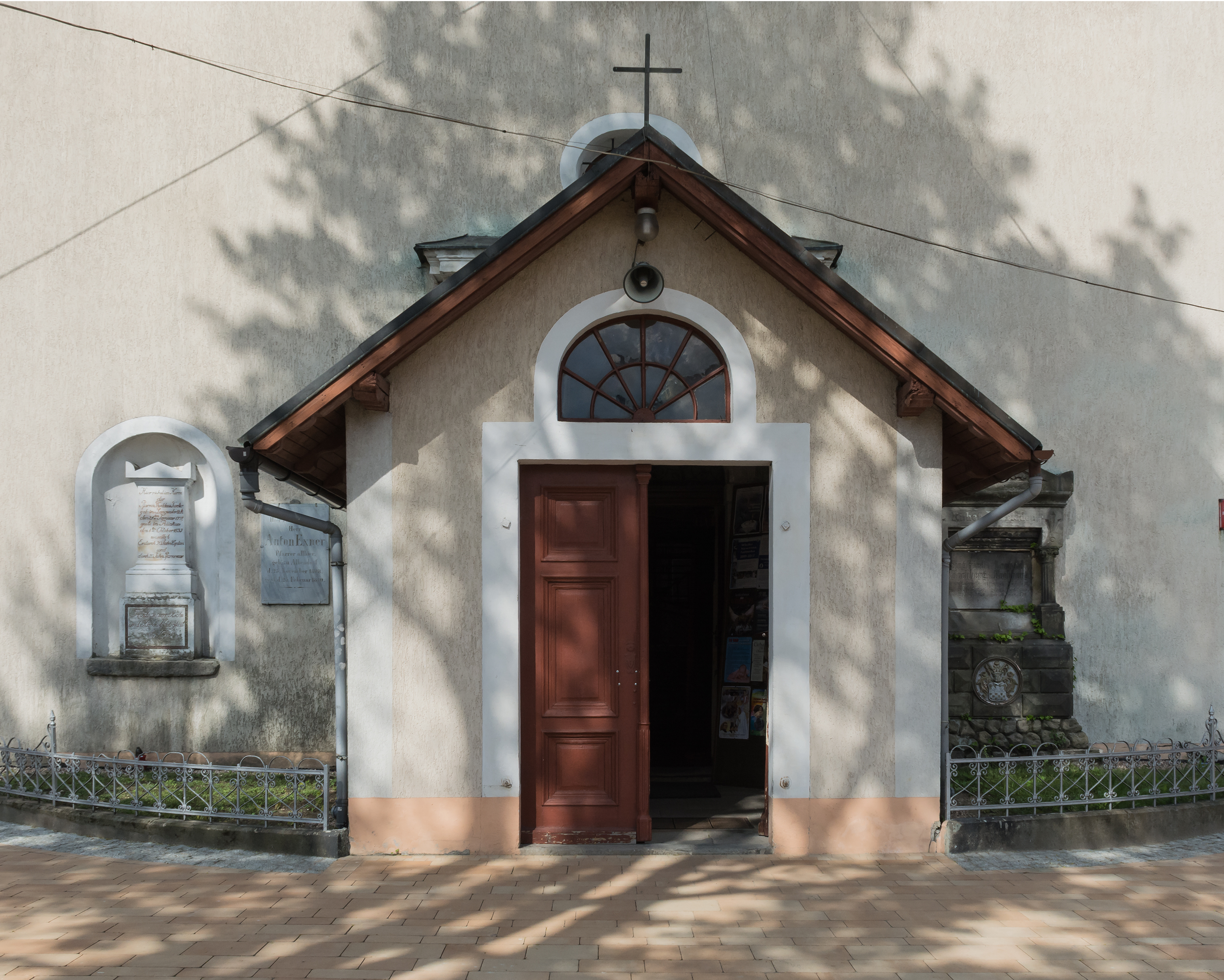
Główne wejście
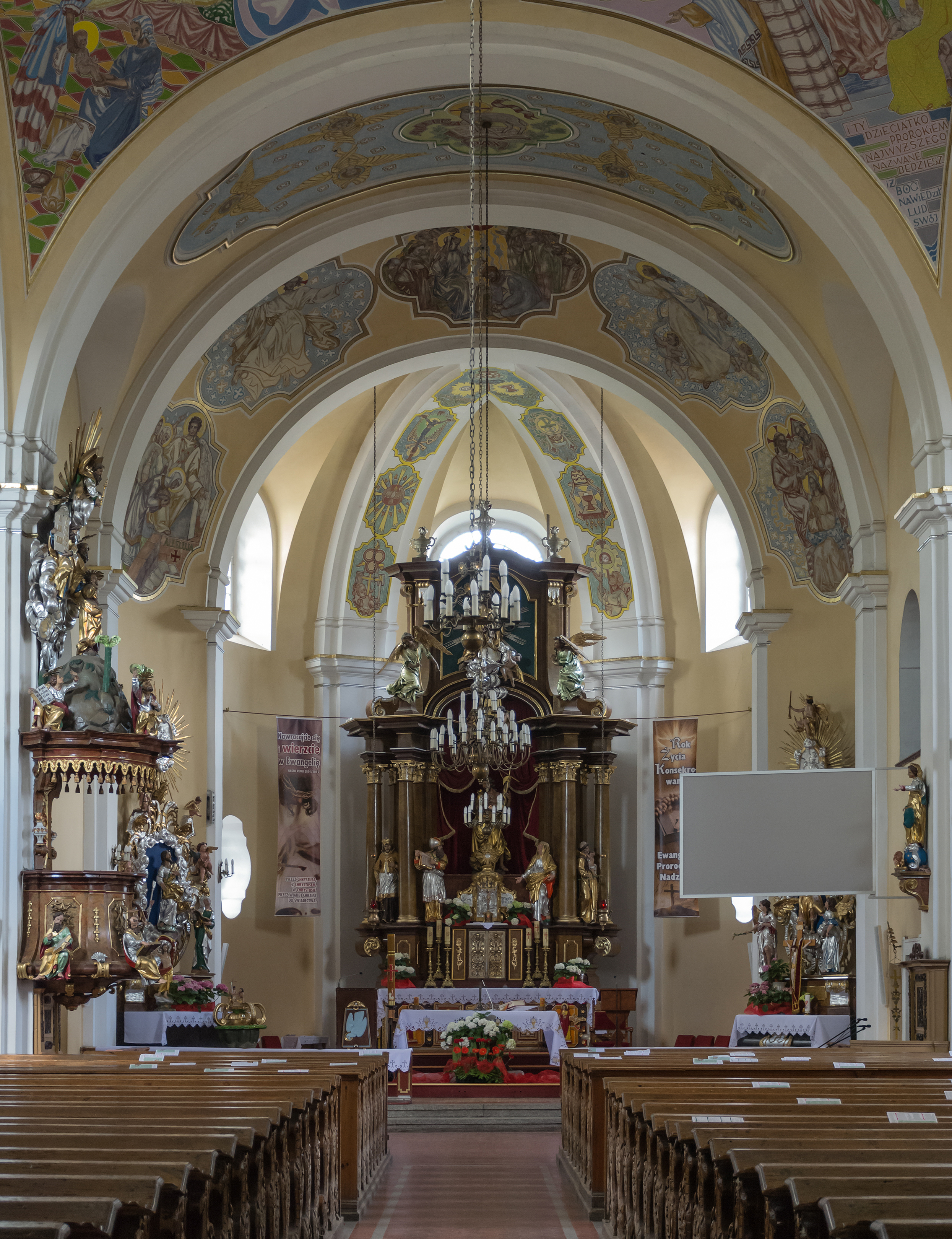
Wnętrze
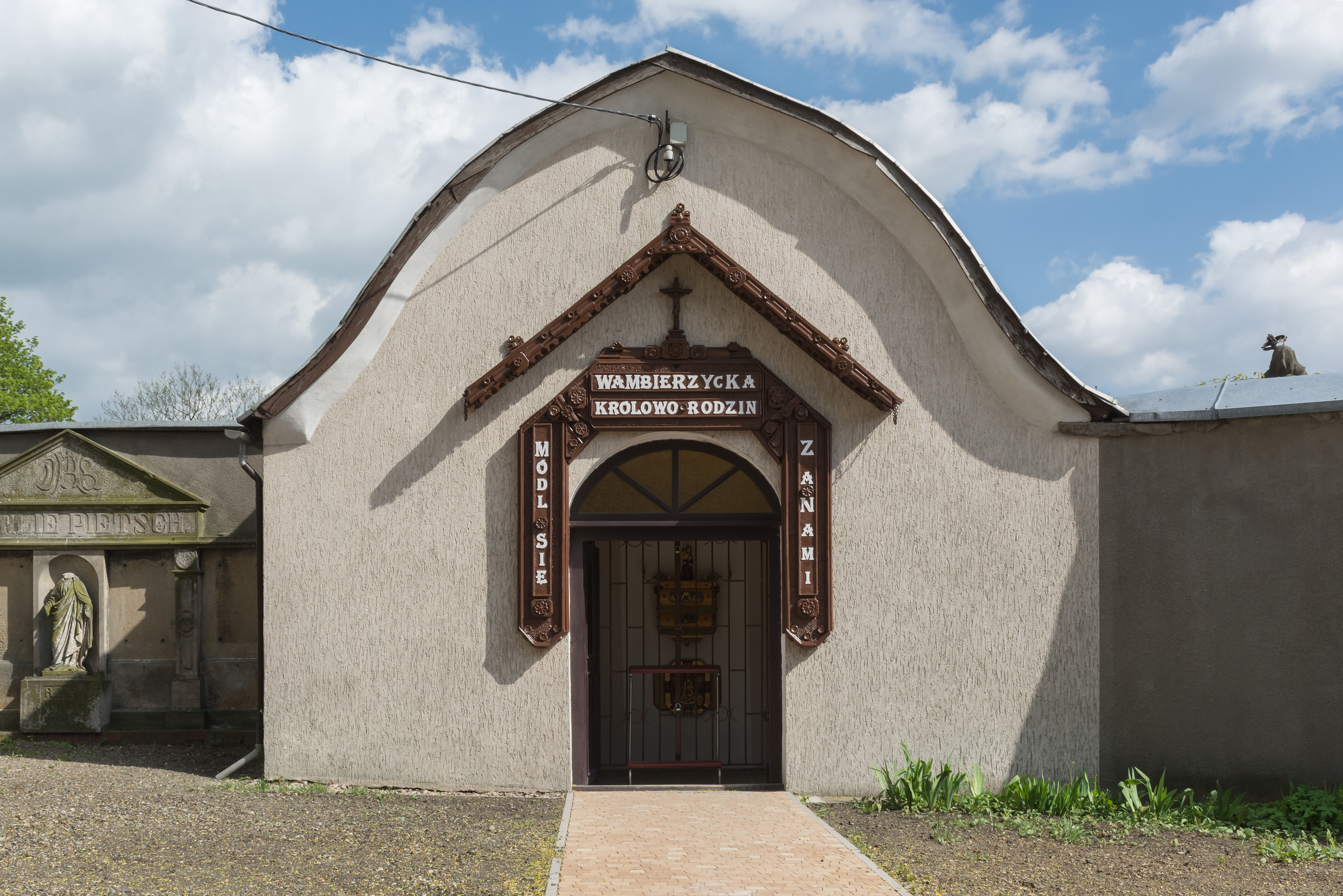
Kaplica przy kościele